# خوینگچکی
خوینگچکی (به لهستانی:  Chojniczki) یک روستا در لهستان است که در گمینا خوینگتسه واقع شده‌است. خوینگچکی ۵۲۷ نفر جمعیت دارد.